# Yngve Andersson (konstnär)
Per Yngve Andersson, född 11 februari 1921 i Göteborg, död 12 november 1994 i Västra Frölunda, var en svensk målare, tecknare och konservator. 
Han var son till konsthantverkaren Karl Benjamin Andersson och Elin Maria Hagman och från 1941 gift med Göta Theresia Karlsson. Han var bror till Helge Andersson. Andersson studerade vid Valands målarskola men är huvudsakligen autodidakt med studieresor i Europa och Nordafrika. Han ställde ut separat i Göteborg 1948 och har medverkat i ett flertal samlingsutställningar. Hans konst består av skogspartier, stilleben och mariner ofta med skeppsbrott. Han har dessutom utfört konserveringsarbeten för ett flertal offentliga institutioner. Andersson är representerad vid Göteborgs sjöfartsmuseum med tavlan Marin utsikt från 1948. Han är begravd på Västra kyrkogården i Göteborg.